# Delias lecerfi
Delias lecerfi is een vlindersoort uit de familie van de Pieridae (witjes), onderfamilie Pierinae.
Delias lecerfi werd in 1922 beschreven door Joicey & Talbot.